# Mofeta teixó de Palawan
La mofeta teixó de Palawan (Mydaus marchei) és una espècie de mamífer carnívor de la família de les mofetes (Mephitidae) oriünda de les illes filipines de Palawan i Busuanga. Viu principalment als herbassars i zones cultivades d'aquestes illes.